# My greatest pain
My greatest pain is een gedicht van James Purdy dat voor het eerst werd uitgegeven in 1986, en wel in Nederland.

## Geschiedenis
Begin jaren 1980 kwamen verschillende private press-drukkers in contact met de Amerikaanse schrijver James Purdy (1914-2009). Dit kwam mede omdat Johan Polak (1928-1992) vanaf 1973 in Nederland zijn werk uitgaf. Ger Kleis was een van de eerste margedrukkers die werk van hem uitgaf, namelijk als eerste Don't let the snow fall uit 1985. Via Kleis leerde Jan Erik Bouman ook Purdy kennen die daarna ook werk van hem uitgaf op zijn pers Hugin & Munin.
Polak en zijn uitgeverij gaven de Nederlandse vertalingen van Purdy uit. Na Polak werd Ben Hosman de directeur van Athenaeum-Polak & Van Gennep. Ook Hosman had een private press, de Regulierenpers. Daarop drukte hij het gedicht My greatest pain dat daarmee voor 't eerst werd gepubliceerd, en die eerste druk vond dus plaats in Nederland. In 1990 werd het opgenomen door het eveneens in Nederland uitgegeven Collected poems, door dezelfde uitgeverij van Hosman en door de uitgever en drukker vormgegeven.
De eerste regels zijn:
My greatest pain
Jan Erik said
was when my young lover
slept.
De genoemde Jan Erik is Jan Erik Bouman (1947-2010) die bevriend werd met Purdy. Meer werk van Purdy is of aan Bouman opgedragen of bevat zijn naam.

### Uitgave
Het gedicht werd gedrukt op een vouwblad van japans papier van vier ongenummerde pagina's. De tweede strofe van het gedicht is cursief gedrukt. De oplage is slechts vier of vijf exemplaren. Het exemplaar dat afkomstig was uit de nalatenschap van Bouman was door Purdy gesigneerd en werd door een Utrechts antiquaar in 2011 aangeboden.